# Teozofsko društvo
Teozofsko društvo (eng. Theosophical Society), međunarodna organizacija koju su osnovali ruska okultistkinja Helena Petrovna Blavatska (1831. – 1891.) i američki pukovnik Henry Steel Olcott (1832. – 1907.) dana 17. studenog 1875. godine u New Yorku, SAD i razvili ezoterijsko naučavanje koje povezuje indijski filozofski i religijski koncept sa zapadnim misticizmom, novoplatonizmom, kabalom, religijskim monizmom i komunikacijom s duhovnim svijetom. Godine 1882. Blavatska i Olcott premjestili su sjedište međunarodne organizacije iz New Yorka u Adyar u Indiji. Poslije smrti Helene Blavatsky 1891. godine, Teozofsko društvo se raspalo na više organizacija od kojih su najvažnije Teozofsko društvo Adyar, koje su vodili Blavatska i Olcott i Theosophical Society Pasadena, koje je 1895. godine osnovao William Quan Judge (1851. – 1896.).
Poslije smrti Henryja S. Olcotta 1907. godine, na čelo međunarodne organizacije u Adyaru došla je Annie Besant (1847. – 1933.), koja je predsjedala Društvom do svoje smrti 1933. godine.

## Teozofsko društvo u Zagrebu
Teozofsko društvo Jugoslavije osnovano je 7. siječnja 1924. godine u Zagrebu.

## Vanjske poveznice
- Teozofsko društvo – teozofija.net
- Teozofija Hrvatska enciklopedija
- Teozofsko društvo u Engleskoj – theosophicalsociety.org.uk (engl.)
- Teozofsko društvo u Americi – theosophical.org (engl.)